# Prionocidaris hawaiiensis
Prionocidaris hawaiiensis is een zee-egel uit de familie Cidaridae.
De wetenschappelijke naam van de soort werd in 1907 gepubliceerd door Alexander Agassiz & Hubert Lyman Clark.